# Władysław Eugeniusz Sikorski
Władysław Eugeniusz Sikorski, poljski vojaški poveljnik in politik, * 20. maj 1881, Tuszów Narodowy, Avstro-Ogrska (zdaj Poljska), † 4. julij 1943, Gibraltar, Združeno kraljestvo. 
Pred prvo svetovno vojno je ustanovil in sodeloval v več podtalnih organizacijah, ki so spodbujale poljsko neodvisnost. Kot odličen vojak se je boril v poljskih legijah med prvo svetovno vojno in kasneje v vojski novoustanovljene Druge poljske republike, zlasti med poljsko-sovjetsko vojno 1919–1921. V slednji je igral vidno vlogo v odločilni bitki za Varšavo leta 1920. 
V zgodnjih letih Druge poljske republike je bil Sikorski visok državni funkcionar, predsednik vlade (1922–1923) in minister za vojaške zadeve (1923–1924). Po državnem udaru Józefa Piłsudskega maja 1926 in ustanovitvi sanacijske vlade je padel v nemilost novega režima. 
Med drugo svetovno vojno je Sikorski postal predsednik poljske vlade v izgnanstvu, vrhovni poveljnik poljskih oboroženih sil in odločen zagovornik poljske stvari v diplomatski sferi. Podpiral je ponovno vzpostavitev diplomatskih odnosov med Poljsko in Sovjetsko zvezo, ki so bili prekinjeni po sovjetski invaziji na Poljsko septembra 1939. Aprila 1943 je sovjetski voditelj Josif Stalin prekinil sovjetsko-poljske diplomatske odnose, potem ko je Sikorski zaprosil mednarodni Rdeči križ, naj razišče katinski pokol. 
Julija 1943 je letalo s Sikorskim padlo v morje takoj ob vzletu iz Gibraltarja. V letalski nesreči so umrli vsi, razen pilota. Natančne okoliščine smrti Sikorskega so bile sporne in so povzročale različne teorije o strmoglavljenju letala. Sikorski je bil najuglednejši vodja poljskih izgnancev in njegova smrt je pomenila hud udarec za poljsko stvar. 

## Zgodnje življenje in prva svetovna vojna
Sikorski se je rodil v kraju Tuszów Narodowy v Galiciji, ki je bila takrat del Avstro-Ogrske. Bil je tretji otrok v družini. Njegov oče Tomasz Sikorski je bil šolski učitelj, njegova mati Emilia Habrowska pa je bila gospodinja. Njegov stari oče Tomasz Kopaszyna Sikorski se je boril in bil ranjen v bitki pri Olszynki Grochowski v novembrski vstaji, v kateri je prejel odlikovanje Virtuti Militari.
Od leta 1893 do 1897 obiskoval gimnazijo v Rzeszówu in se nato za eno leto prepisal na učiteljišče v Rzeszówu. Leta 1899 je obiskoval Gimnazijo Franca Jožefa v Lvovu in tam leta 1902 maturiral. Po maturi je mladi Sikorski študiral inženirstvo na Politehniki v Lvovu in se specializiral za gradnjo cest in mostov. Leta 1908 je diplomiral iz hidrotehnike. Leta 1906 se je prostovoljno javil za enoletno službo v avstro-ogrski vojski in obiskoval avstrijsko vojaško šolo, pridobil častniško diplomo in postal vojaški rezervni nadporočnik.
Leta 1909 se je poročil s Heleno Zubczewsko, ki jo je spoznal na srednji šoli v Lvovu. Leta 1912 se jima je rodila hči Zofia. Po diplomi je živel v Leżajsku in delal v oddelku za hidravlični inženiring galicijske uprave, kjer je delal na regulaciji reke San. Kasneje je služboval v zasebnih podjetjih, povezanih z gradbeništvom, nepremičninami in trgovino z nafto.
Med študijem na Politehniki se je Sikorski vključil v Združenje ljudskih šol (Towarzystwo Szkoły Ludowej), organizacijo, namenjeno širjenju pismenosti med podeželskim prebivalstvom.  Okoli leta 1904–1905 je bil na kratko vključen v nacionalno demokratsko gibanje Endecja in Združenje poljske mladine Zet in se nato  preusmeril k paravojaškim socialističnim organizacijam, povezanim s Poljsko socialistično stranko, ki je nameravala zagotoviti poljsko neodvisnost. V letih 1905–1906 je  preko Zveze za vstajenje poljskega naroda (Związek Odrodzenia Narodu Polskiego) navezal stik s socialističnim gibanjem. Leta 1908 je Sikorski v Lvovu skupaj z Józefom Piłsudskim, Marianom Kukielom, Waleryjem Sławekom, Kazimierzom Sosnkowskim, Witoldom Jodko-Narkiewiczem in Henrykom Minkiewiczem organiziral tajno Zvezo za aktivni boj (Związek Walki Czynnej), da bi sprožil upor proti Ruskemu imperiju, enemu od treh deliteljev Poljske. Leta 1910 je prav tako v Lvovu pomagal organizirati Strelsko združenje (Związek Strzelecki), postal predsednik njegovega lvovskega kapitlja in odgovoren za vojaško vejo znotraj Komisije konfederiranih neodvisnih strank (Komisja Skonfederowanych Stronnictw Niepodległościowych, KSSN). Kot vojaško izobražen je drugim aktivistom predaval vojaško taktiko.
Ob izbruhu prve svetovne vojne julija 1914 je bil mobiliziran, vendar mu je bilo zaradi vpliva KSSN dovoljeno sodelovati pri organiziranju poljskih vojaških enot, namesto da bi ga avstro-ogrsko vojaško poveljstvo delegiralo na druge dolžnosti. V prvih nekaj tednih vojne je postal načelnik vojaškega oddelka v Vrhovnem narodnem odboru (Naczelny Komitet Narodowy, NKN) in na tem mestu ostal do leta 1916. Postal je komisar, zadolžen za novačenje v poljske legije v Krakovu. To vlogo je sam izbral namesto priložnosti, da služi v legijah kot poveljnik na fronti. 30. septembra 1914 je bil povišan v podpolkovnika in kmalu zatem postal poveljnik Oficirske šole legij (Szkoła Podchorążych). Legije, vojska, ki jo je ustanovil Józef Piłsudski, da bi osvobodila Poljsko izpod ruske in nazadnje avstro-ogrske in nemške oblasti, so se sprva borile kot zaveznice Avstro-Ogrske proti Rusiji. Avgusta 1915 je začela naraščati napetost med Sikorskim, ki je zagovarjal sodelovanje z Avstro-Ogrsko, in Piłsudskim, ki je menil, da sta Avstro-Ogrska in Nemčija izdali zaupanje Poljakov. Leta 1916 se je Piłsudski aktivno zavzemal za razpustitev vojaškega oddelka NKN. Julija istega leta je bil Sikorski povišan v polkovnika. V dokumentu z datumom 5. november 1916 je zapis, da se je Sikorski povezal s Poljskim pomožnim korpusom in Poljskim Wehrmachtom, ki sta bila alternativa legijam. Junija 1917 je Piłsudski zavrnil ukaz Avstro-Ogrske, da priseže zvestobo habsburškemu cesarju (prisežna kriza) in bil interniran v trdnjavo Magdeburg, Sikorski pa je zapustil Poljski Wehrmacht in se vrnil v avstro-ogrsko vojsko. Leta 1918, po februarskem podpisu Brest-Litovskega miru in bitki pri Rarańczi, se je Sikorski odločil za prestop na stran Piłsudskega, napovedal solidarnost z njegovimi dejanji, protestiral proti načrtovani ločitvi dežele Chełm od načrtovane poljske države in se zato kmalu pridružil Piłsudskemu v internaciji. Priprt je bil v Dulfalvi (Dulovo). Prestop ni bil dovolj, da bi zgladil nesoglasje med njim in Piłsudskim. Oba glavna poljska voditelja sta se v naslednjih letih še bolj oddaljevala.

## Vzhodne vojne

### Poljsko ukrajinska vojna
Leta 1918 so propadla Rusko, Avstro-Ogrsko in Nemško cesarstvo. Poljska je ponovno postala neodvisna, vendar meje Druge poljske republike niso bile povsem določene in so bile zato nestabilne. Na vzhodu so se začeli in stopnjevali spopadi med poljskimi, ukrajinskimi, litovskimi in sovjetskimi silami, ki so dosegli vrh v poljsko-sovjetski vojni (1919–1921). Winston Churchill je dogodke komentiral z naslednjo izjavo: "Vojna velikanov se je končala, zdaj pa se bodo začele vojne pigmejcev". Boljševiški voditelji so v Poljski videli most, preko katerega se bo komunistična revolucija prenesla na Zahod. Obstoj Poljske je bil postavljen na kocko.

### Poljsko-sovjetska vojna
Po izpustitvi iz internacije je Sikorski od 1. maja 1918 delal za Regentski svet in organiziral novo poljsko vojsko. Kmalu zatem  je bil spet na fronti, tokrat v poljsko-ukrajinski vojni, kjer so čete pod njegovim poveljstvom oktobra in novembra 1918 zavarovale in branile Przemyśl.
Poljska neodvisnost se je začela leta 1918 z ustanovitvijo Druge poljske republike. Med poljsko-ukrajinsko vojno in v začetni fazi poljsko-sovjetske vojne je bil Sikorski, zdaj visoki častnik poljske vojske, vključen v operacije v Galiciji. Januarja 1919 je poveljeval četam, ki so branile Gródek Jagielloński. Marca istega leta je poveljeval pehotni diviziji, ki je napredovala v Stawczany in Zbrucz. Od 1. avgusta 1918 je poveljeval skupini Polesje in poljski 9. pehotni diviziji. Da bi omejil ekscese v enotah pod svojim poveljstvom, je osebno nadzoroval sojenja 36 častnikom. Njegove sile so marca 1920 zavzele Mozyr in Kalenkowicze. Med poljsko ofenzivo na Kijev aprila 1920 je poveljeval skupini Polesje, ki je napredovala do reke Dneper in Černobilske regije. 1. aprila istega leta je bil povišan v brigadnega generala.
Ko se je poljsko-sovjetska vojna stopnjevala, je konec aprila 1920 Rdeča armada novega sovjetskega režima v Rusiji potisnila poljske sile preko svojim meja in vdrla na Poljsko.  Sikorski je do 29. junija uspešno branil Mozyr in Kalenkowicze, pozneje pa mu ni uspelo obdržati trdnjave Brest, vendar jo je branil dovolj dolgo, da je poljskim silam v regiji omogočil urejen umik. 6. avgusta je bil imenovan za poveljnika novoustanovljene poljske 5. armade, ki je imela nalogo zadrževati fronto severno od Modlina med rekama Narev in Wkra. Odlikoval se je zlasti s poveljevanjem 5. armade na fronti na spodnji Visli med bitko za Varšavo. Sovjetske sile, ki so pričakovale lahko končno zmago, je presenetil in omogočil poljski protinapad. Med to bitko, včasih imenovano "čudež na Visli", je Sikorski ustavil napredovanje boljševikov severno od Varšave in dal poljskemu vrhovnemu poveljniku Piłsudskemu, dovolj časa, da je pripravil protiofenzivo. Od 15. avgusta so se njegove sile uspešno spopadale s sovjetsko 5. in 15. armado. Po bitki za Varšavo je Sikorski  od 30. avgusta poveljeval 3. armadi. Njegove sile so zavzele Pińsk in se borile v zadnjih fazah bitke pri Lvovu in bitki pri Zamošću, nato pa so po bitki pri Nemenu napredovale proti Latviji in prodrle globoko v Belorusijo. Poljaki so premagali Sovjete in s poljsko-sovjetskim Riškim mirovnim sporazumom, podpisanim marca 1921, pridobili znatno ozemlje v Ukrajini in Belorusiji (Kresy). Slava Sikorskega se je še povečala, ko je poljski javnosti postal znan kot eden od junakov poljsko-sovjetske vojne. Sikorski je bil za svoje hrabre dosežke 28. februarja 1921 povišan v divizijskega generala in 15. marca istega leta odlikovan z najvišjim poljskim vojaškim odlikovanjem, redom Virtuti Militari. 

## V vladi in opoziciji
Piłsudski je kljub razlikam v političnih mišljenjih v svojih poročilih pohvalil Sikorskega in ga priporočil za položaj načelnika generalštaba in vojnega ministra. Boljše ocene od njega sta dobila le generala Kazimierz Sosnkowski in Edward Rydz-Śmigły. Sikorski je bil priljubljen med številnimi vojaki, v politiki pa je bil še posebej privlačen za poljske konservativce in liberalce. 1. aprila 1921 je Sikorski zamenjal generala Tadeusza Rozwadowskega kot načelnika poljskega generalštaba. Med letoma 1922 in 1925 je opravljal številne visoke državne funkcije. Na podlagi njegove analize je poljski Ministrski svet sprejel novo zunanjo politiko, ki je ostala skoraj nespremenjena do poznih 1930. let. Politika je zagovarjala status quo v Evropi ter obravnavanje Nemčije in Rusije kot enakovrednih potencialnih groženj. 12. decembra 1922 je izdal splošen ukaz, v katerem je poudaril, da se mora vojska izogibati politiki. Po atentatu na poljskega predsednika Gabriela Narutowicza 16. decembra 1922 je maršal Sejma (parlamenta) Maciej Rataj imenoval Sikorskega za premiera. Od 18. decembra 1922 do 26. maja 1923 je bil Sikorski predsednik vlade in minister za notranje zadeve in veljal celo za možnega kandidata za predsednika republike.  Med svojim kratkim mandatom predsednika vlade je postal priljubljen v poljski javnosti, izvedel bistvene reforme in ob tem vodil zunanjo politiko države v smeri, ki je pridobila odobravanje in sodelovanje Društva narodov ter utrdil poljsko-francosko vojaško sodelovanje. Med veleposlaniško konferenco 15. marca 1923 je dosegel, da so Združeno kraljestvo, Francija in Združene države priznale vzhodne meje Poljske. Sodeloval je pri reformah ministra za finance Władysława Grabskega, katerih cilj je bil omejiti inflacijo in reformirati valuto, ter podpiral etnične manjšine. Njegova vlada je kljub temu izgubila podporo Sejma in je 26. maja 1923 odstopila.
Od 30. septembra 1923 do 1924 je opravljal funkcijo glavnega inšpektorja pehote. Od 17. februarja 1924 do 1925 je bil pod predsednikom vlade Grabskim minister za vojaške zadeve in vodil modernizacijo poljske vojske. V tem času je ustanovil Korpus za obrambo meja (Korpus Ochrony Pogranicza) in aktivno promoviral  poljsko-francosko vojaško zvezo. Njegov predlog za povečanje pooblastil ministra za vojaške zadeve in zmanjšanje pooblastil glavnega inšpektorja oboroženih sil je naletel na ostro neodobravanje Piłsudskega, ki je takrat okoli sebe zbiral številne nasprotnike aktualne vlade. Od leta 1925 do 1928 je Sikorski poveljeval VI. okrožju vojaških zborov v Lvovu.
Kot demokrat in zagovornik Sejma je Sikorski izjavil, da nasprotuje državnemu udaru Józefa Piłsudskega maja 1926. Ostal je v Lvovu, zavrnil aktiviranje svojih sil in v državnem udaru ni imel nobene pomembne vloge. Leta 1928 ga je Piłsudski razrešil s poveljniškega položaja. Ostal je v vojaški službi, vendar brez ustreznega položaja. Tega leta je izšla njegova knjiga o poljsko-sovjetski vojni z naslovom  Nad Wisłą i Wkrą (Na Visli in Wkri) in podnaslovom Študija poljsko-sovjetske vojne leta 1920.  Naslednja leta je posvetil objavljanju del o vojaški teoriji, zgodovini in zunanji politiki. Njegovo najbolj znano delo je knjiga Vojna v prihodnosti: njene možnosti in značaj ter povezana vprašanja nacionalne obrambe iz leta 1934, v kateri je napovedal vrnitev manevrskega vojskovanja. Napisal je tudi več drugih knjig in številne članke, v katerih je med drugim predvideval hitro militarizacijo Nemčije.
Kmalu potem, ko je bil razrešen s poveljniškega položaja in je bil vzpostavljen napol diktatorski režim za sanacijo države, se je Sikorski pridružil opoziciji proti Piłsudskemu. Umaknil se je iz aktivne politike in večino časa  preživel v Parizu, kjer je sodeloval s francosko Ecole Superieure de Guerre (Vojna akademija). Po smrti Piłsudskega leta 1935 so ga njegovi nasledniki še vedno vojaško in politično marginalizirali. Februarja 1936 se je skupaj z nekaterimi vidnimi poljskimi politiki (Wincenty Witos, Ignacy Paderewski in general Józef Haller) pridružil protisanacijski politični skupini Front Morges.

## Premier v izgnanstvu
V dneh pred nemško invazijo na Poljsko septembra 1939 in med samo invazijo je vrhovni poveljnik poljske vojske maršal Edward Rydz-Śmigły še naprej zavračal prošnjo Sikorskega za poveljstvo v poljski vojski. Sikorski je zato prek Romunije pobegnil v Pariz, kjer se je 28. septembra pridružil Władysławu Raczkiewiczu in Stanisławu Mikołajczyku v poljski vladi v izgnanstvu ter prevzel poveljstvo novoustanovljenih poljskih oboroženih sil v Franciji. Dva dni pozneje, 30. septembra, ga je predsednik Raczkiewicz pozval, naj postane poljski premier v izgnanstvu.  7. novembra je Sikorski po Rydz-Śmigłyjevem odstopu postal vrhovni poveljnik in generalni inšpektor oboroženih sil. Sikorski bi lahko dobil tudi položaj poljskega ministra za vojaške zadeve, s čimer bi v svoji osebi združil ves nadzor nad poljsko vojsko v vojnem času.
V letih, ko je bil predsednik vlade v izgnanstvu, je Sikorski poosebljal upe in sanje milijonov Poljakov, ki so se odražali v reku  "Ko je sonce više, je Sikorski bliže". Kot predsednik vlade si je moral od samega začetka prizadevati doseči spravo med pristaši Piłsudskega in njegovimi nasprotniki.
Njegovo vlado so priznali zahodni zavezniki. Vlada se je trudila, da bi Francija in Združeno kraljestvo upoštevali njeno stališče. Zahodni zavezniki namreč kljub sovjetski invaziji na Poljsko 17. septembra 1939 niso hoteli priznati Sovjetske zveze kot agresorja. Vlada se je tudi trudila zagotoviti sredstva, potrebna za ponovno vzpostavitev poljske vojske v izgnanstvu.
Poljska je kljub okupiranemu ozemlju še vedno imela znatne oborožene sile. Poljska mornarica je tik pred izbruhom vojne odplula v Britanijo, na tisoče poljskih vojakov in letalcev pa se je evakuiralo iz preplavljene Poljske prek Madžarske in Romunije. V Franciji in Siriji pod francoskim mandatom je bila kmalu ponovno ustanovljena nova poljska kopenska vojska, v Franciji pa tudi vojno letalstvo. Poleg tega je imela Poljska veliko odporniško gibanje. Politika  Sikorskega  je vključevala tudi ustanovitev Zveze  oboroženega boja (Zwiazek Walki Zbrojnej), ki se je pozneje preoblikovala v Domobransko vojsko (Armia Krajowa), in ustanovitev agencije in vladne delegacije za Poljsko za nadzor Poljske podtalne države v okupirani Poljski. Leta 1940 je poljska gorska brigada sodelovala v bitki pri Narviku na Norveškem. Dve poljski diviziji sta sodelovali pri obrambi Francije, poljska motorizirana brigada in dve pehotni diviziji pa so bile v procesu oblikovanja. V Siriji pod francoskim mandatom je bila ustanovljena Karpatska brigada neodvisne Poljske. Poljske zračne sile v Franciji so imele 86 letal, pri čemer je bila ena in pol eskadrilje popolnoma operativna, preostali dve in pol pa sta bili na različnih stopnjah usposabljanja. Čeprav je veliko poljskega osebja umrlo v bojih ali je bilo po padcu Francije internirano v Švici, je general Sikorski zavrnil predlog francoskega maršala Philippa Pétaina o kapitulaciji Poljske pred Nemčijo. 19. junija 1940 se je Sikorski srečal z britanskim premierjem Winstonom Churchillom in obljubil, da se bodo poljske sile borile skupaj z Britanci do končne zmage. Sikorski in njegova vlada sta se preselila v London in veliko poljskih vojakov evakuirala v Britanijo. Po podpisu poljsko-britanskega vojaškega sporazuma 5. avgusta 1940 sta se nadaljevala gradnja in urjenjem poljskih oboroženih sil na zahodu. Izkušeni poljski piloti so sodelovali v bitki za Britanijo, v kateri je 303. poljska lovska eskadrilja imela največje število padlih med vsemi zavezniškimi eskadriljami. Poljske sile Sikorskega so tvorile enega najpomembnejših zavezniških tujih kontingentov. 
Padec Francije je oslabil položaj Sikorskega. Njegov predlog, da bi ustanovili novo poljsko vojsko na ozemljih, ki jih je okupirala Sovjetska zveza, je povzročil veliko kritik znotraj poljske skupnosti v izgnanstvu. 19. julija ga je Raczkiewicz razrešil s položaja predsednika vlade in ga zamenjal z Augustom Zaleskim. Čez nekaj dni je pritisk simpatizerjev Sikorskega, vključno z britansko vlado, prisilil Raczkiewicza, da razmisli o svoji odločitvi, in Sikorski je bil 25. julija ponovno imenovan za predsednika vlade. 
Eden od političnih ciljev Sikorskega je bila ustanovitev srednje- in vzhodnoevropske federacije, začenši s Poljsko-češkoslovaško konfederacijo. Konfederacija se mu je zdela potrebna, da bi se manjše države laže zoperstavile  tradicionalnemu nemškemu in ruskemu imperializmu. Ta koncept, čeprav na koncu jalov, je dobil nekaj podpore v času, ko sta Sikorski in Edvard Beneš iz češkoslovaške vlade v izgnanstvu 10. novembra istega leta podpisala sporazum, v katerem sta izjavila, da nameravata še naprej tesno sodelovati. 24. decembra 1940 je bil Sikorski povišan v generalpodpolkovnika. Marca 1941 je obiskal ZDA, ki jih je ponovno obiskal marca in decembra 1942.
Po nemški invaziji na Sovjetsko zvezo v Operaciji Barbarossa junija 1941 je Sikorski začel pogajanja s sovjetskim veleposlanikom v Londonu Ivanom Majskim za ponovno vzpostavitev diplomatskih odnosov med Poljsko in Sovjetsko zvezo, ki so bili prekinjeni po sovjetski invaziji na Poljsko septembra 1939. Decembra istega leta je Sikorski z diplomatsko misijo odšel v Moskvo. Poljska vlada je s Sovjetsko zvezo dosegla sporazum, imenovan Pakt Sikorski-Majski z dne 17. avgusta 1941, ki ga je decembra istega leta potrdil Josif Stalin. Stalin se je strinjal, da bo razveljavil sovjetsko-nemško delitev Poljske septembra 1939, razglasil rusko-nemški pakt Molotov-Ribbentrop iz avgusta 1939 za ničen in izpustil na desettisoče poljskih vojnih ujetnikov, interniranih v sovjetskih taboriščih. Skladno s sporazumom med poljsko vlado v izgnanstvu in Stalinom so Sovjeti podelili "amnestijo" številnim poljskim državljanom, iz katerih je bil ustanovljena II. poljski korpus pod vodstvom generala Władysława Andersa in kasneje evakuiran na Bližnji vzhod, kjer se je Velika Britanija soočala s hudim pomanjkanjem vojakov. Kje bi bilo tačas na tisoče drugih poljskih častnikov, je ostalo neznano še dve leti in močno obremenjevalo tako poljsko-sovjetske odnose kot tudi usodo Sikorskega. 
Sprva je Sikorski podpiral poljsko-sovjetsko zbliževanje, kar je zaradi nekaterih poljskih dejstev ponovno sprožilo kritike  njega osebno. Sikorski je kmalu zatem ugotovil, da ima Sovjetska zveza načrte za poljska ozemlja, ki bi bili za poljsko javnost nesprejemljivi. Sovjeti so svojo diplomatsko ofenzivo začeli po prvi veliki vojaški zmagi v bitki za Moskvo in jo še okrepili po zmagi v bitki za Stalingrad. Svoje dogovore s Poljsko so vse manj upoštevali. Januarja 1942 je britanski diplomat Stafford Cripps obvestil generala Sikorskega, da namerava Stalin razširiti poljske meje proti zahodu, tako da bi Poljski dal nemško Vzhodno Prusijo, in hkrati  potisniti vzhodno mejo Poljske proti zahodu po vzoru na versailleski koncept Curzonove linije. Sovjeti bi pridobili Lvov, morda tudi Vilno. Stališče Sikorskega do vzhodnih meja ni bilo povsem togo. V nekaterih dokumentih je opozoril, da bi  nekatere koncesije lahko bile sprejemljive, izguba Lvova in Vilne pa sploh ne. Načrte o priključitvi nemškega ozemlja do Odre k Poljski je označil za megalomanske.

## Odkritje katinskega pokola in smrt
Leta 1943 so krhki odnosi med Sovjetsko zvezo in poljsko vlado v izgnanstvu zlomili, ko so Nemci 13. aprila prek Katinske komisije objavili odkritje trupel 20.000 poljskih častnikov, ki jih je ustrelili Sovjeti in pokopali v Katinskem gozdu blizu Smolenska v Rusiji. Stalin je trdil, da so grozodejstvo izvedli Nemci. Nacistična propaganda, ki jo je orkestriral Joseph Goebbels, je uspešno izkoristila pokol v Katinu za zabijanje klina med Poljsko, zahodnimi zavezniki in Sovjetsko zvezo. Moskva je odgovornost za ta in podobne poboje poljskih častnikov priznala šele leta 1989.
Ko Sikorski ni hotel sprejeti sovjetske razlage in je 16. aprila zahteval preiskavo Mednarodnega Rdečega križa, so Sovjeti vlado v izgnanstvu obtožili sodelovanja z nacistično Nemčijo in 25. aprila prekinili diplomatske odnose z njo.
Konec maja 1943 je Sikorski začel obiskovati poljske enote, nameščene na Bližnjem vzhodu. Poleg pregledovanja enot in dvigovanja morale se je ukvarjal tudi s političnimi zadevami. Približno v tistem času se je začel zaostrovati konflikt med njim in generalom Władysławom Andersom, ker je bil Sikorski še vedno odprt za določeno normalizacijo poljsko-sovjetskih odnosov, Anders pa je temu ostro nasprotoval. 
Ko se je 4. julija 1943 Sikorski vračal z inšpekcije poljskih enot na Bližnjem vzhodu, je letalo Liberator II 16 sekund po vzletu z gibraltarskega letališča ob 23:07 strmoglavilo v morje. V nesreči so umrli on in njegova hčerka, načelnik njegovega štaba Tadeusz Klimecki in še sedem drugih. Nesrečo so pripisali tovoru na letalu, ki se je ob vzletu premaknil. Pilot letala Eduard Prchal je strmoglavljenje preživel.
Sikorskega so 16. julija pokopali v obzidanem grobu na poljskem vojnem pokopališču v Newark-on-Trentu v Angliji. Pogrebni govor je imel Winston Churchill. 14. septembra 1993 so njegove posmrtne ostanke izkopali in prenesli v kraljevo kripto Vavelske stolnice v Krakovu na Poljskem. 

## Posledice
Smrt generala Sikorskega je pomenila prelomnico v vplivu Poljske na anglo-ameriške zaveznike. Vsi poljski politiki za njim so imeli zelo malo vpliva na zavezniške politike. Smrt Sikorskega je pomenila velik udarec za poljsko stvar.
Potem ko so Sovjeti aprila 1943 prekinili diplomatske odnose z vlado Sikorskega, je Stalin maja in junija tistega leta odpoklical več sovjetskih veleposlanikov na "posvete": Maksima Litvinova iz Washingtona, Fjodorja Guseva iz Montreala in Ivana Majskega iz Londona. 
Medtem ko je Churchill javno podpiral vlado Sikorskega in opominjal Stalina za njegov pakt z nacistično Nemčijo leta 1939 in njun skupni napad na Poljsko, je v tajnih posvetovanjih z Rooseveltom priznal, da bo Poljska morala narediti nekaj koncesij, da bi pomirila močne Sovjete. Poljsko-sovjetska kriza je začela ogrožati sodelovanje med zahodnimi zavezniki in Sovjeti v času, ko je pomen Poljakov za zahodne zaveznike, bistven v prvih letih vojne, začel bledeti z vstopom v vojno vojaških in industrijskih velikanov Sovjetske zveze in ZDA.
Zavezniki niso imeli namena dovoliti, da bi naslednik Sikorskega, Stanisław Mikołajczyk, ogrozil zavezništvo s Sovjeti. Na Teheransko konferenco (28. november – 1. december 1943) in Konferenco v Jalti (4.–11. februar 1945) ni bil povabljen noben predstavnik poljske vlade v izgnanstvu. Oba dogodka sta bila ključna, saj so na njiju zahodni zavezniki in Sovjeti razpravljali o oblikovanju povojnega sveta, vključno z usodo Poljske.
Le štiri mesece po smrti Sikorskega, novembra 1943, sta se Churchill in Roosevelt v Teheranu dogovorila s Stalinom, da bo poljsko ozemlje vzhodno od Curzonove linije prepuščeno Sovjetom. V Teheranu niti Churchill niti Roosevelt nista nasprotovala Stalinovemu namigovanju, da poljska vlada v izgnanstvu v Londonu ne zastopa poljskih interesov. Zgodovinarka Anita Prażmowska je ob tem ugotovila, da je  "to pomenilo konec že tako ali tako šibkega vpliva poljske vlade".
Po Teheranski konferenci se je Stalin odločil ustvariti svojo marionetno poljsko vlado in poleti 1944 ustanovil Odbor za narodno osvoboditev (PKWN). Sovjetska vlada je odbor priznala kot edino legitimno oblast na Poljskem in Mikołajczykovo vlado v Londonu označila za "nezakonito in samozvano oblast". Mikołajczyk je bil predsednik vlade do 24. novembra 1944, ko je spoznal vse večjo nemoč poljske vlade v izgnanstvu, in odstopil. Nasledil ga je Tomasz Arciszewski, ki je bil po besedah zgodovinarja Mieczysława B. Biskupskega povsem nepomemben.
Stalin je kmalu začel kampanjo, da bi zahodni zavezniki priznali poljsko vlado, ki jo je podpirala Sovjetska zveza in jo je vodila predana komunistka Wanda Wasilewska, in generala Zygmunta Berlinga, poveljnika 1. poljske armade v Rusiji, kot vrhovnega poveljnika vseh poljskih oboroženih sil. Poljska je bila do konference v Potsdamu leta 1945 potisnjena v sovjetsko vplivno sfero, na kar so Poljaki gledali kot na izdajo Zahoda.

## Spominjanje
Poljski avtorji so že med drugo svetovno vojno napisali številne pesmi, posvečene Sikorskemu. V Ljudski republiki Poljski so zgodovinsko vlogo Sikorskega, tako kot vlogo vseh privržencev londonske vlade,  minimalizirali in izkrivili. Številni Poljaki, zvesti vladi v izgnanstvu, so bili  obsojeni na zaporne kazni.  Sčasoma so omejitve razprav o Sikorskem začele popuščati. Ob stoletnici njegovega rojstva leta 1981 so v vojvodstvu Rzeszów potekale komemorativne prireditve, vključno z akademsko konferenco in odkritjem spominskih plošč v Niskem in Leżajsku. Ryszard Zieliński je leta 1971 objavil biografski roman  z naslovom Wjście w mrok (Vstop v mrak), leta 1983 pa je bil posnet film Bohdana Porębe Katastrofa v Gibraltarju. Poljska vlada v izgnanstvu, katere prvi predsednik vlade je bil Sikorski, je uradno obstajala do konca komunistične vladavine na Poljskem leta 1990, ko je Lech Wałęsa postal prvi postkomunistični predsednik Poljske.
17. septembra 1993 so v Rzeszówu odkrili kip Sikorskega, ki ga je izklesal Wiesław Bielak. Leta 1995 je Sikorski postal pokrovitelj novoustanovljene poljske 9. mehanizirane brigade. Leta 2003 je poljski parlament (Sejm) ob 60. obletnici njegove smrti leto 2003 razglasil za "Leto generala Sikorskega". Po njem so imenovane številne ulice in šole na Poljskem.
Spomin na generala Sikorskega ohranjajo tudi ustanove v tujini, na primer  Inštitut Sikorski v Londonu. V Združenem kraljestvu je Sikorski prejel častni diplomi Univerze v Liverpoolu in Univerze St Andrews. Leta 1981 so odkrili spominsko ploščo na hotelu Rubens v Londonu, kjer je bilo med vojno poveljstvo poljske vojske, vključno s pisarno Sikorskega. Njegov kip v nadnaravni velikosti so leta 2000 postavili na londonskem Portland Placeu, blizu poljskega veleposlaništva. Propeler letala, v katerem je umrl, je osrednji del novega spomenika Sikorskemu na Europa Pointu v Gibraltarju.

## Polemike o smrti
Britansko preiskovalno sodišče, ki se je sestalo 7. julija 1943, je preiskovalo strmoglavljenje Liberatorja II AL 523, v katerem je umrl Sikorski, vendar ni moglo ugotoviti vzroka. Ugotovilo je le, da je šlo za nesrečo  "zaradi zagozditve krmilnih elementov dvigala", pri čemer je opozorilo, da "ni bilo mogoče ugotoviti, zakaj je prišlo do okvare". Ugotovljeno je bilo, da ni šlo za sabotažo. Poljska vlada je poročilo zavrnila zaradi protislovja, da vzroka niso odkrili ob hkratni trditvi, da ni šlo za sabotažo.
Politični kontekst dogodka in vrsta nenavadnih okoliščin, v Gibraltarju je bil takrat na primer sovjetski agent Kim Philby, takrat vodja protiobveščevalne službe MI6, so nemudoma sprožili številna ugibanja, da smrt Sikorskega ni bila nesreča in bi lahko bila neposredna posledica sovjetske, britanske ali celo poljske zarote. Nekateri sodobni viri ugotavljajo, da nesreča ni povsem pojasnjena. Roman Wapiński je v svojem biografskem vnosu o Sikorskem v Poljskem biografskem slovarju leta 1997 zapisal, da ni bilo najdenih prepričljivih dokazov o kakršnem koli napačnem ravnanju. Uradni vzrok smrti Sikorskega je naveden kot nesreča.
Posmrtne ostanke Sikorskega so po ekshumaciji leta 2008 pregledali poljski znanstveniki in ugotovili, da je umrl zaradi poškodb, povezanih z letalsko nesrečo. Dokazov, da je bil umorjen, niso odkrili, kar je izključilo teorijo, da je bil ustreljen ali zadavljen. Možnosti sabotaže niso izključili. Leta 2013 se je preiskava končala. Inštitut za nacionalni spomin je ugotovil, da namernega posega v letalo ni mogoče ne potrditi ne izključiti.

## Časti in nagrade
- Poljska:
  -  Red belega orla (posmrtno leta 1943)[5]
  -  Poveljniški Virtuti Militari (1923)[5]
  -  Srebrni križec Virtuti Militari  (1921)[5]
  -  Veliki križ Reda Polonia Restituta (1923)
  -  Poveljniški križ Reda Polonia Restituta (1921)
  -  Red križa Grunwalda 1. razreda (posmrtno leta 1946)[53]
  -  Križ za hrabrost, štirikrat[5]
  -  Križ za zasluge
  -  Križ neodvisnosti
  -  Križ za zasluge v litovski armadi
  -  Spominska medalja vojn 1918–1921
  -  Medalja desetletja ponovne osamosvojitve
- Druge države:
  -  Vojaški križ za zasluge (Avstro-Ogrska)
  -  Spominski križ mobilizacije 1912–1913 (Avstro-Ogrska)
  -  Red Leopolda (Belgija)
  -  Red belega leva  (Češkoslovaška)
  -  Češkoslovaški vojni križ 1939–1945 (Češkoslovaška)
  -  Češkoslovaški vojni križ  1918]] (Češkoslovaška)
  -  Križ svobode (Estonija)
  -  Križ svobode za oseben pogum (Estonija)
  -   Veliki križ Reda bele vrtnice (Finska)
  -  Poveljnik Reda bele vrtnice (Finska)
  -  Veliki križ Legije časti (Francija)
  -  Poveljnik Legije časti  (Francija)
  -  Viteški križ Reda krone Italije (Italija)
  -  Red vzhajajočega sonca 2. razreda, zlata in srebrna zvezda (Japonska)
  -   Veliki častnik Reda treh zvezd (Latvija)
  -   Veliki križ Reda azteškega orla (Mehika)
  -   Vojni križ z mečem  (Norveška)
  -   Veliki križ Reda zvezde Romunije (Kraljevina Romunija)
  -  Veliki križ Reda krone Romunije  (Romunija)
  -  Poveljnik Reda sv. Save (Kraljevina Jugoslavija)
  -  Veliki križ Reda belega orla (Kraljevina Jugoslavija)

## Dela
General Sikorski je bil tudi aktiven pisec o vojaški taktiki, ki jo je opisoval iz svojih vojnih izkušenj. Njegova dela vključujejo:
- Regulamin musztry Związku Strzeleckiego i elementarna taktyka piechoty (Pravila urjenja strelske zveze in osnovna taktika pehote), 1911.
- Nad Wisłą i Wkrą. Studium do polsko–radzieckiej wojny 1920 roku (Na Visli in Ukri. Študija o poljsko-sovjetski vojni leta 1920), 1923; zadnja izdaja Varšava 1991.
- O polską politykę państwową. Umowy i deklaracje z okresu pełnienia urzędu prezesa Rady Ministrów 18 XII 1922–26 V 1923 (O poljski državni politiki. Dogovori in izjave iz časa opravljanja funkcije predsednika vlade 18. december 1922–26. maj 1923), 1923.
- Podstawy organizacji naczelnych władz wojskowych w Polsce (Osnove organizacije vrhovnih vojaških oblasti na Poljskem), 1923.
- Polesie jako węzeł strategiczny wschodniego frontu (Polesje kot strateško vozlišče vzhodne fronte), 1924.
- La campagne polono-russe de 1920 (Poljsko-ruska kampanja leta 1920), 1928.
- Polska i Francja w przeszłości i w dobie współczesnej (Pojska in Francija v preteklosti in sedanjosti), 1931.
- Przyszła wojna – jej możliwości i charakter oraz związane z nimi zagadnienia obrony kraju (Prihodnja vojna – njene možnosti in narava ter s tem povezana vprašanja obrambe države), 1934English. 1943. 1943; zadnja izdaja Varšava, MON, 1972.

Nekaj njegovih del je zbranih v:
- Generał Władysław Sikorski: Publicystyka generała Władysława Sikorskiego na łamach Kuriera Warszawskiego w latach 1928–1939 (General Władysław Sikorski: članki generala Władysława Sikorskega v Warsaw Courierju, 1928–1939), Oficyna Wydawnicza Aspra, 1999, ISBN 83-908937-3-8.